# دانشگاه علوم پزشکی زنجان
دانشگاه علوم پزشکی زنجان دانشگاهی در شهر زنجان است. این دانشگاه طبق رتبه بندی وزارت بهداشت دررتبه بندی دانشگاه‌های علوم پزشکی ایران از نظر معیار کل دررتبهٔ ۱۲ قرارگرفت . دانشکده پزشکی این دانشگاه همواره در جمع سی دانشکده برتر پزشکی کشور قرار داشته است ،همچنین این دانشگاه ششمین قطب دانشگاهی علوم پزشکی کشور و یکی از دانشگاه های مادر است.

## تاریخچه
دانشگاه علوم پزشکی زنجان توسط حاج احمد مهدوی ساخته و در تیرماه سال ۱۳۶۶ به عنوان اولین دانشگاه علوم پزشکی در زنجان تصویب شد و در سال ۱۳۷۳ با سازمان منطقه‌ای بهداشت و درمان استان ادغام شده و بعنوان دانشگاه علوم پزشکی و خدمات بهداشتی و درمانی استان زنجان شناخته شد.
در حال حاضر معاون تحقیقات و فناوری دانشگاه آقای دکتر مهرداد حمیدی استاد تمام داروسازی هستند ایشان یک درصد دانشمندان برتر جهان از ماه ژوئن ۲۰۱۴ تا ژوئن ۲۰۱۹، ثبت ۱۱ اختراع در زمینه نانوداروها، انتخاب شده بعنوان یکی از ۵ مقاله برتر پرارجاع دنیا از طرف Elsevier ۱۳۸۹ (جزو یک درصد مقالات دنیا) می باشند .و معاون 
آموزشی این دانشگاه آقای دکتر مهدی اسکندری است. دکتر اسکندری از اساتید محبوب دانشگاه میان دانشجویان و دانشیار گروه فیزیولوژی دانشکده پزشکی است.

## دانشکده‌ها
دانشگاه علوم پزشکی زنجان دارای هفت دانشکده است که عبارتند از:
- دانشکده پزشکی
- دانشکده دندانپزشکی
- دانشکده داروسازی
- دانشکده پرستاری و مامائی
- دانشکده بهداشت
- دانشکده پیراپزشکی
- دانشکده پرستاری ابهر

## معاونت‌ها
دانشگاه علوم پزشکی زنجان دارای هشت معاونت‌ است که عبارتند از:
- معاونت‌ توسعه
- معاونت‌ بهداشتی
- معاونت‌ درمان
- معاونت‌ غذا و دارو
- معاونت‌ دانشجویی و فرهنگی
- معاونت‌ تحقیقات و فناوری
- معاونت‌ آموزشی
- معاونت‌ اجتماعی